# 朱海黎
朱海黎（1967年3月—），男，汉族，中华人民共和国政治人物，中共十九大中直机关代表。曾任中共吉林省委宣传部干部，新华社吉林分社记者、采编室副主任、主任，新华社国内部第二编辑室副主任（正处级）、主任、国内部二编部主任助理，新华社参编部清样编辑室主任、部务会成员（副局级）、参编部副主任，新华社吉林分社社长、党组书记，福建分社社长、党组书记，新华社参编部主任、部务会主任，新华社副秘书长兼办公厅主任、参编部主任。现任新华社副社长。